# Eurosam
Eurosam ist ein europäisches  Rüstungsunternehmen. Es wurde im Jahr 1989 von den Unternehmen Aérospatiale, Alenia Aermacchi und Thomson-CSF, die nun zu MBDA Missile Systems und Thales gehören, gegründet. Die Unternehmenszentralen sind in  Le Plessis-Robinson im Süden von Paris und in Rom.

## Unternehmen
Eurosam entwickelt, produziert und vermarktet europäische Flugraumverteidigungssysteme wie die MBDA-Aster-Flugabwehrrakete zur Abwehr gegen Überschallflugobjekte bis zu taktischen ballistischen Raketen, sowie gegen militärische Flugzeuge mit Überschallgeschwindigkeit. Die Finanzierung der Entwicklungskosten für das System erfolgte durch die Verteidigungsministerien der Länder Frankreich und Italien. Des Weiteren finanzieren Frankreich und Italien die Entwicklung der MBDA-Aster-30-New Technology-NT-Flugabwehrrakete zur besseren Verteidigung gegen taktische ballistische Raketen.
Die MBDA Aster 15 und MBDA Aster 30 Flugabwehrrakete wird als Flugabwehrsystem für die Marine von u. a. den Ländern Frankreich, Italien in den Horizon-Klasse-Zerstörern, der FREMM Fregatte Multi-Mission und dem französischen Flugzeugträger Charles de Gaulle verwendet. England nutzt die MBDA Aster Flugabwehrrakete auf den Daring-Klasse Zerstören der Royal Navy, Saudi-Arabien auf modifizierten französischen La-Fayette-Klasse-Fregatten. Die landbasierte Variante wird von den Ländern Frankreich und Italien verwendet.
Für die Marineversion wird eine vertikale Starteranlage (Vertical Launcher System, VLS) vom Typ SYLVER des französischen Staatsunternehmens Naval Group (ehemals DCNS) genutzt.
Die landbasierte Variante wird auch als mobile Version in Starteranlagen auf Lastwagen angeboten.
Die Beschaffung der landbasierten Version wird von Ländern wie der Schweiz geprüft.
Die MBDA Aster 30 Flugabwehrrakete kann wahrscheinlich auch mit dem Thales APAR (Active Phased Array) Multifunktionsradar genutzt werden. Das Thales APAR Multifunktionsradar wird aktuell auf den Fregatten der deutschen Bundesmarine der  Sachsen-Klasse, den niederländischen Fregatten der De-Zeven-Provinciën-Klasse und den dänischen Fregatten der Iver-Huitfeldt-Klasse in Kombination mit einem weitreichenden Thales SMART-L Radar und u. a. Raytheon Standard Missile 2 Flugabwehrraketen genutzt.
Die britische Royal Navy nutzt auf ihren Zerstörern der Daring-Klasse das BAE Sampson Multifunktionsradar und ein modifiziertes Thales SMART-L Radar in Kombination mit der MBDA Aster 30 Flugabwehrrakete.
Eurosam ist mit der MBDA Aster 30 Flugabwehrrakete das einzige europäische Flugabwehrraketensystem, das eine Verteidigung gegen Überschallflugobjekte über größere Entfernungen von mehr als 100 Kilometern und bis in große Höhen ermöglicht.
Alternativen gibt es nur von amerikanischen Anbietern mit den Raytheon Standard Missiles 2, 3, und 6, der in den 1960 ern entwickelten Raytheon Patriot Flugabwehrrakete, oder der israelisch-amerikanischen Arrow-Rakete von Boeing und den Israel Aircraft Industries.

## Nutzer
- Daring-Klasse – Zerstörer der Royal Navy

 und 

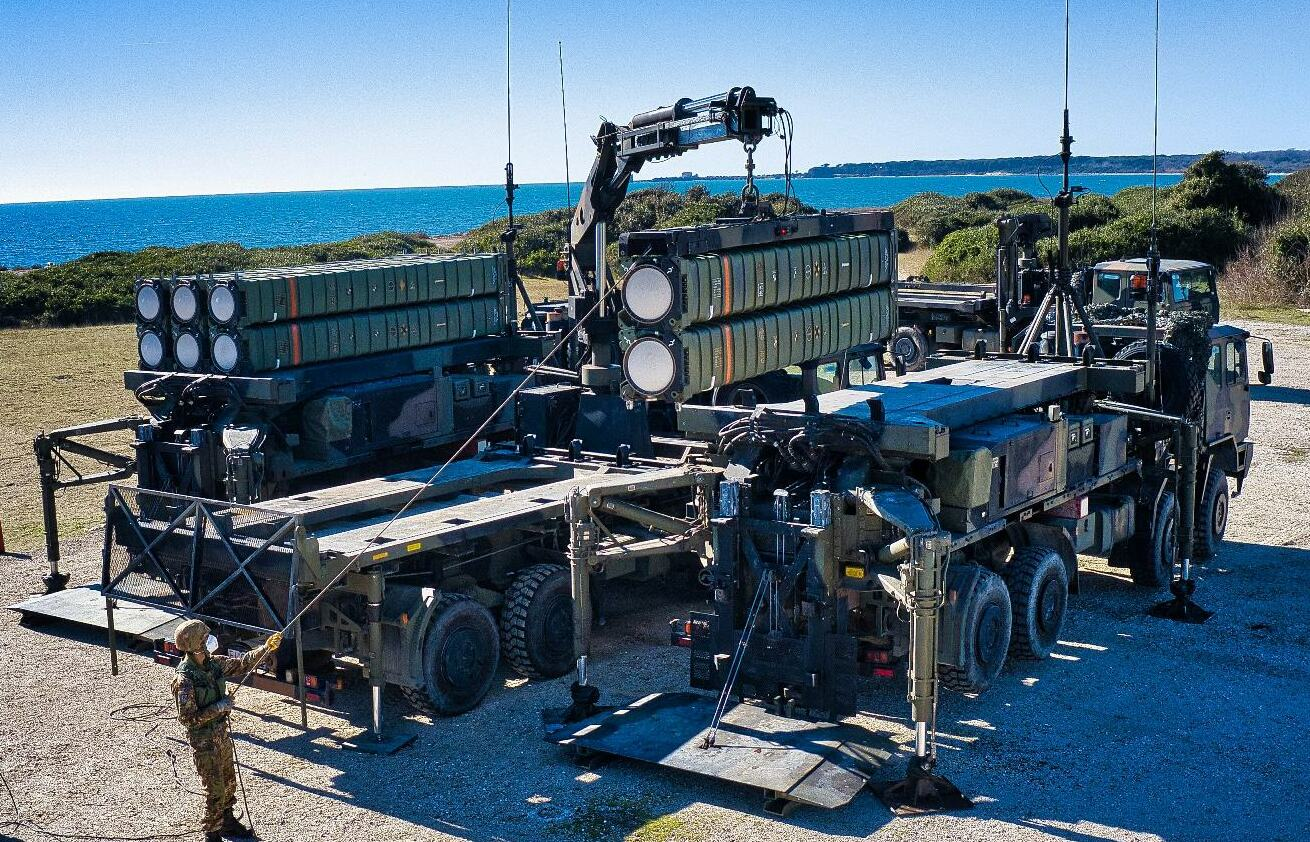
Esercito Italiano – Soldaten des 4. Flugabwehrraketen-Regiment Peschiera laden eine SAMP/T

- Horizon-Klasse – Zerstörer der Marine von Frankreich und der Marine von Italien
- FREMM – Fregatten der Marine von Frankreich und der Marine von Italien
- Charles de Gaulle (französischer Flugzeugträger)
- Cavour (italienischer Leichter Flugzeugträger)
- mehrere landbasierte Versionen SAMP/T auf mobilen Lastwagen mit einem MLT Ground Vertical Launch Module

- La-Fayette-Klasse – Fregatten der Marine des Königreich Saudi-Arabien

- La-Fayette-Klasse – Fregatten der Marine von Singapur

- FREMM – Fregatte der Marine von Ägypten

- FREMM – Fregatte der Marine von Marokko

- Future Air Defense Landing Platform Dock, bzw. Amphibious Transport Dock der Marine von Katar[11]